# Del Campillo
Del Campillo é um município da província de Córdova, na Argentina.